# Croix de Lugny-lès-Charolles
La croix de Lugny est une croix monumentale située sur le territoire de la commune de Lugny-lès-Charolles dans le département français de Saône-et-Loire et la région Bourgogne-Franche-Comté.

## Historique
Elle fait l'objet d'une inscription au titre des monuments historiques depuis le 13 mars 1950.